# Cinemetria
A cinemetria é uma metodologia biomecânica que se destina à obtenção de variáveis cinemáticas para a descrição de posições ou movimentos no espaço.
Este tipo de aplicação da fotografia à biomecânica consiste num dos principais meios de obtenção de informações sobre a geometria do movimento, e é denominado Fotogrametria Não-Cartográfica.
A partir da cinemetria enquanto nova ciência, instrumentos e sistematizações na aquisição de imagens foram sendo desenvolvidas ao longo da História, e a partir do final do século XIX, a descrição quantitativa do movimento humano ganhou novos rumos pelo trabalho de Braune & Fischer (1897), quer pelas análises realizadas, quer pela instrumentação desenvolvida. Este foi o marco inicial da Cinemática, que dividida em Fotogrametria e Videogrametria, prosseguiu evoluindo como instrumentação de precisão até os atuais tempos da imagem digital e da computação gráfica.